# Janez Krstnik Lavrin
Janez Krstnik Lavrin (tudi Laurin), slovenski veterinar, * 29. maj 1793, Vipava, † 1. september 1840, Milano.
Na Dunaju je študiral medicino in bil leta 1818 promoviran za doktorja medicine in naslednje leto  opravil še izpite za veterinarja ter bil nato do 1836 profesor veterine in vodja univerzitetne katedre na medicinski fakulteti v Pavii. Leta 1834 je za študij veterine v Milanu pripravil nov program študija in tu prevzel vodstvo novoustanovljenega živinozdravniškega inštituta. Napisal je obsežno delo Trattato sistematico delle epizoozie dei piu uttili mammiferi domestici I-II.  Lavrin je bil prvi Slovenec, ki je pisal s področja živinozdravstva. Njegova v italijanščini napisana knjiga o živalskih kužnih boleznih je doživela dve izdaji (Milano 1829, 1832).